# Fuse (телеканал)
Fuse — американский музыкальный телеканал, один из главных конкурентов MTV.
Бренд Fuse возник в 2003 году. До этого канал существовал под названием MuchMusic USA. Изначально Fuse был частью Rainbow Media, подразделения Cablevision, включающего такие кабельные сети, как WE: Women's Entertainment, Independent Film Channel и American Movie Classics. Позднее канал стал функционировать под руководством Madison Square Garden Entertainment.
На момент запуска канала, он транслировался в 28 миллионах домов. В течение трёх лет цифра выросла до 44 миллионов зрителей. Помимо этого, в 2006 году студия канала переехала в новое здание на Манхэттене, расширила свой персонал и запустила сайт fuse.tv, на котором транслировались живые выступления, интервью артистов и видеоклипы. 